# 韩国堕胎

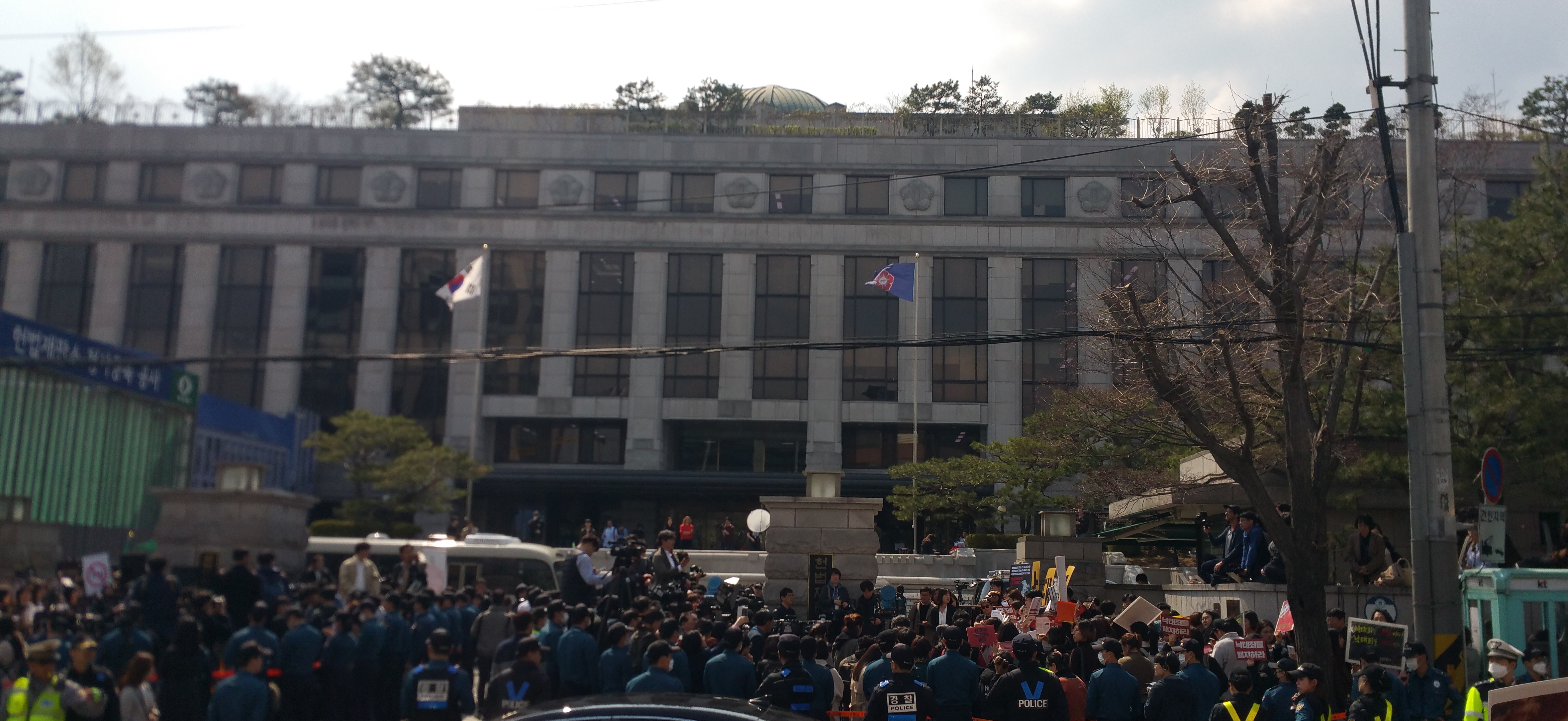
人群聚集在具有里程碑意义的裁决现场

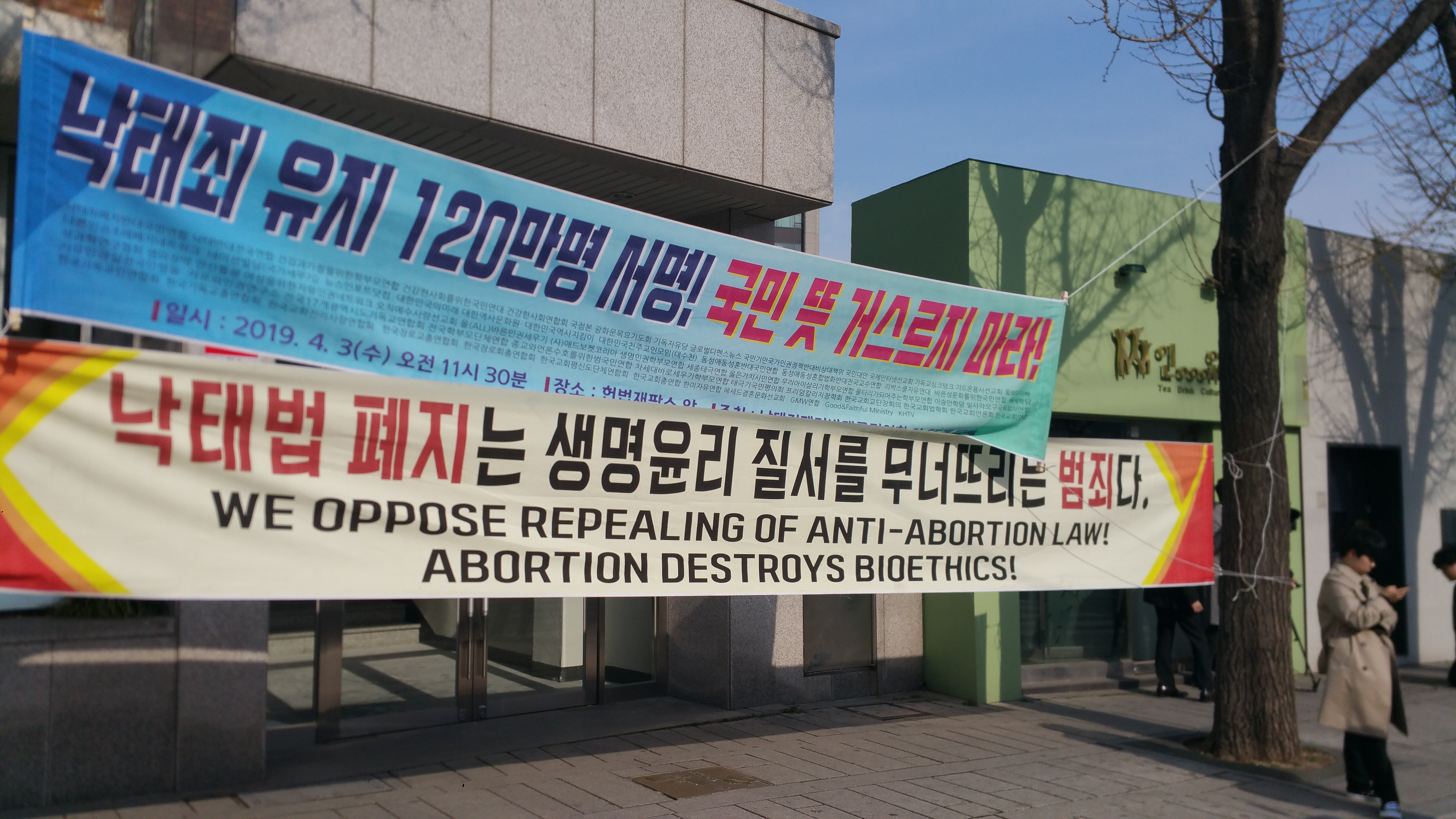
抗议标志

根据韩国宪法法院2019 年的判决，韩国的堕胎合法化，自 2021 年 1 月 1 日起生效。
从 1953 年到 2020 年，堕胎在大多数情况下都是非法的，但非法堕胎很普遍，而且通常在医院和诊所进行。 2019 年 4 月 11 日，韩国宪法法院裁定堕胎禁令违宪，并下令在 2020 年底前修订该法律。 该法律的修正案于2020年10月提出，但在2020年12月31日截止日期前未通过投票。
韩国政府在1953 年《刑法》中将任何情况下的堕胎都定为犯罪。该法律经 1973 年《母婴保健法》修订，允许医生在孕妇或其配偶患有某种遗传病或传染病、以及因强奸或乱伦导致怀孕或会危害女性健康的情况下进行堕胎手术。任何违反法律的医生都可能被判处两年监禁。自行堕胎可能会被处以罚款或监禁。
堕胎法没有得到强有力的执行，尤其是在 1970 年代和 80 年代降低韩国高生育率的运动期间。但随着 2000 年代生育率的下降，政府和反堕胎活动家将注意力转向非法堕胎，同时政府以加强堕胎法的执行力度作为回应。
由于重男轻女的文化偏好，性别选择性堕胎在 20 世纪 90 年代初还很常见，但如今几乎已经消失。尽管1987年医疗法修正案禁止医生使用产前测试来确定胎儿性别，韩国流产的女性胎儿数量远高于男性胎儿。1987年的法案于2008年被韩国宪法法院裁定违宪。

## 历史

### 韩国刑法 (1953)
韩国的堕胎最初是在 1953 年引入韩国刑法时被定为刑事犯罪的，特别是刑法的第 269 条和第 270 条。
第269条禁止孕妇自行堕胎或者经孕妇申请同意由医师堕胎，并根据相关情节处以刑事处罚。第 270 条明确禁止医生、执业医生或其他医疗专业人员实施堕胎，即使是在孕妇请求或同意的情况下也是如此。如果孕妇自行引产，则会面临一年监禁或罚款200万韩元（约1,750美元）的刑事处罚。无论孕妇请求或同意，医生若实施堕胎，将处以10年以下有期徒刑。一般来说，对实施堕胎的医护人员的刑事处罚比对孕妇的刑事处罚要严厉得多。此外，如果医生涉及堕胎，医生执照将被吊销最高七年。
1992 年，一个国会特别委员会试图通过修正后的第 269 条和第 270 条，这将放宽堕胎的标准和处罚。然而，这一尝试未能通过保守派控制的国民议会。

### 母子保健法 (1973)
1973 年的《母婴保健法》规定了五个在法律上允许堕胎的特殊情况。
1. 如果孕妇或其配偶患有遗传性病症或疾病
2. 如果孕妇或其伴侣患有传染病
3. 如果怀孕是由于强奸或准强奸
4. 怀孕发生在两个不能合法结婚的人之间（例如乱伦关系中的血亲）
5. 如果继续妊娠可能会损害孕妇的健康。

然而，因为多种原因，《母子保健法》的适用范围在现实中有很大限制。首先，最高法院已经裁定，当胎儿被诊断患有唐氏综合症时，堕胎是非法的。关于第二个和第三个条件（因强奸或准强奸而怀孕），与强奸相关的耻辱可能会阻碍韩国孕妇公开要求堕胎合法化。同时，因为强奸的法律概念含义有限，可能会导致许多案件被拒绝。此外，基于这些情况，《母子保健法》要求孕妇合法堕胎必须得到配偶的同意。第五个条件（继续怀孕可能会损害孕妇的健康）将怀孕的“危害”缩小为仅仅损害妇女的健康，而忽略了孕妇因为社会经济原因堕胎的可能。

### 韩国医疗服务法（1987年、1994年修订）
1987 年对医疗法的修正案禁止医生检查或协助检查孕妇确定未出生婴儿的性别。此外，医疗提供者不得在怀孕期间向孕妇、其家庭成员或任何其他人透露胎儿的性别。虽然这项规定没有明确提到堕胎，但它禁止性别选择性堕胎，这在很大程度上是韩国偏爱男孩的结果。20世纪80年代，韩国实现经济社会快速发展，出生率大幅下降。韩国不少人开始借助诊断技术来确定胎儿的性别，结果出现了堕女胎的现象。
1994年修订的《韩国医疗服务法》规定了对医务人员的刑事处罚。泄露胎儿性别的医务人员可能面临最高三年的监禁或 1000 万韩元（约合 8,450 美元）的罚款。韩国的出生性别比（男女）从1986年的1.14（每100名女孩出生114名男孩）变为2016年的1.07（每100名女孩出生107名男孩）。这表明生男性偏好下降。

### 争议不断增加（1994-2019）
关于韩国堕胎监管未来的争论正在互联网和政府办公室引起关注。在韩国最近裁定堕胎禁令违宪之前，韩国的反堕胎阵营主要主张全面打击堕胎。 2009 年，立法者在韩国打击堕胎迈出了一小步，将某些可以合法堕胎的疾病列入名单，并将合法堕胎的最后期限从怀孕 28 周修改为 24 周。韩国主要政界人士发起了广泛的反堕胎运动。保健福利家庭部长官全在熙说：“即使（政府）无意追究任何人的责任......从现在开始也必须打击过去的非法堕胎行为。” 同样，国民力量的张润锡议员说：“最重要的是让医生了解堕胎是一种严重的犯罪行为。”  2010年1月，李明博总统决定是时候开始讨论母婴保健法的修订了。这加上公众舆论的变化，鼓励政府发起公关活动来遏制堕胎。其中包括一张地铁海报，上面写着“通过堕胎，你正在放弃你的未来。” 在韩国，堕胎问题从未作为人权问题进行过讨论。2002年成立的国家人权倡导组织韩国国家人权委员会（TNHRC）指出，堕胎问题是“2007年国家行动计划‘生命权’部分的一个问题”。
除了韩国国家人权委员会之外，民主社会民边律师协会和参与民主人民协会等主要的非政府人权倡导团体都忽视了这个问题。许多正在进行的辩论都集中在政府是否应该打击非法堕胎以及是否应该修改法律上。 2017年9月，活动人士在总统文在寅 网站上提交请愿书，敦促政府修改法律，允许销售堕胎药物米非司酮。 2017年11月，青瓦台回应称政府将审查堕胎法。 韩国健康与社会事务研究院2018年底发布的民意调查显示，15岁至44岁的女性中，75%的人表示，认为堕胎法不公平，希望修改。接受调查的女性中有 20% 表示即使堕胎是非法的，她们也会堕胎。

### 宪法法院废除堕胎罪的决定（2019.04.11.）
2018年，宪法法院审理了一起质疑堕胎罪合宪性的案件。法院押后判决，直至法院空缺填补为止。
2019年4月11日，宪法法院9名法官中有7人裁定堕胎违宪。法院赋予立法者在2020年12月31日之前修改法律的权力，在此之前韩国刑法的规定仍然有效。如果立法者未能在这个期限前妥善修改堕胎法，韩国刑法中将堕胎定为犯罪的条款将失效。 2020年10月，政府公布了一项法案草案，将怀孕14周以内的堕胎合法化。此外，在遭受性侵犯或出于社会、经济或健康原因的情况下，在怀孕第 14 周至 24 周之间允许堕胎。国会议员也提出了修正案。然而，国民议会在 2020 年 12 月 31 日截止日期之前没有对任何修正案进行投票。因此，刑法第269条、第270条失效。

## 堕胎率
2005年，通过一项对25家医院和176家私人诊所的调查发现，当年进行了342,433例人工流产（其中约330000例是非法的），这意味着这意味着每 1000 名 15-44 岁女性的堕胎率为29.8％。其中未婚女性的比例高于已婚女性。 韩国保健福祉部估计 2010 年有 169,000 例堕胎。根据韩国健康和社会事务研究所最近的估计，到 2020 年，每年进行的堕胎数量估计已下降至 32,063 例。